# Kanun (instrument)
Kanun – instrument strunowy występujący w tradycyjnej muzyce Bliskiego i Środkowego Wschodu, podobny do cytry.